# GBGT1
GBGT1 (англ. Globoside alpha-1,3-N-acetylgalactosaminyltransferase 1 (FORS blood group)) – білок, який кодується однойменним геном, розташованим у людей на короткому плечі 9-ї хромосоми. Довжина поліпептидного ланцюга білка становить 347 амінокислот, а молекулярна маса — 40 127.
| 10         |  | 20         |  | 30         |  | 40         |  | 50         |
| ---------- |  | ---------- |  | ---------- |  | ---------- |  | ---------- |
| MHRRRLALGL |  | GFCLLAGTSL |  | SVLWVYLENW |  | LPVSYVPYYL |  | PCPEIFNMKL |
| HYKREKPLQP |  | VVWSQYPQPK |  | LLEHRPTQLL |  | TLTPWLAPIV |  | SEGTFNPELL |
| QHIYQPLNLT |  | IGVTVFAVGK |  | YTHFIQSFLE |  | SAEEFFMRGY |  | RVHYYIFTDN |
| PAAVPGVPLG |  | PHRLLSSIPI |  | QGHSHWEETS |  | MRRMETISQH |  | IAKRAHREVD |
| YLFCLDVDMV |  | FRNPWGPETL |  | GDLVAAIHPS |  | YYAVPRQQFP |  | YERRRVSTAF |
| VADSEGDFYY |  | GGAVFGGQVA |  | RVYEFTRGCH |  | MAILADKANG |  | IMAAWREESH |
| LNRHFISNKP |  | SKVLSPEYLW |  | DDRKPQPPSL |  | KLIRFSTLDK |  | DISCLRS    |

A: Аланін

C: Цистеїн

D: Аспарагінова кислота

E: Глутамінова кислота

F: Фенілаланін

G: Гліцин

H: Гістидин

I: Ізолейцин

K: Лізин

L: Лейцин

M: Метіонін

N: Аспарагін

P: Пролін

Q: Глутамін

R: Аргінін

S: Серин

T: Треонін

V: Валін

W: Триптофан

Кодований геном білок за функціями належить до трансфераз, глікозилтрансфераз. 
Задіяний у такому біологічному процесі, як альтернативний сплайсинг. 
Білок має сайт для зв'язування з іонами металів, іоном марганцю. 
Локалізований у мембрані, апараті гольджі.